# 国家自然博物馆
国家自然博物馆，位于北京市东城区天桥南大街126号，是中国的自然史博物馆。是隶属于北京市科学技术研究院的北京市全额拨款事业单位。

## 历史
国家自然博物馆的前身是中央自然博物馆筹备处。1951年3月，经中共中央宣传部文教委员会批准，中央人民政府文化部与中国科学院共同成立中央自然博物馆筹备委员会，文化部副部长丁西林兼任主任委员，裴文中、郑作新、张春霖、胡先驌等人任委员。1951年4月2日，中央自然博物馆筹备处成立，办公地点位于故宫博物院文华殿、传心殿、清史馆，裴文中兼任主任。中央人民政府文化部与中国科学院共同发文，向全中国征集标本及展品，并且从中国各地抽调业务干部和行政干部。1951年，原中央人民政府文化部科普局下属的标本制作所以及中央人民科学馆全体职工并入中央自然博物馆筹备处，并且接收南京博物院、北海大众自然博物馆、河北省的许多珊瑚标本、鸟类标本、古脊椎动物等化石标本。至1952年，中央自然博物馆筹备处已经初步形成自然博物馆的雏形。1954年到1956年，先后举办中华人民共和国的第一批大型展览：“全国农业资源展览”、“全国矿产资源展览”、“解放台湾展览会”、“治理黄河展览”等等。1955年，中央自然博物馆筹备处馆舍建设工程获得批准立项，馆址定在天桥南大街，计划建设三期工程：陈列楼、标本楼、办公楼，其中在第一个五年计划期间确定建设陈列楼8000平方米。1956年10月，工程在天桥南大街开工。1958年5月，新馆落成，郭沫若题写馆名。1959年1月，新馆正式开放。1959年4月1日，中国人民邮政为此发行纪念邮票1套2枚以及首日封1枚。《人民画报》1959年第4期刊登有关报道。

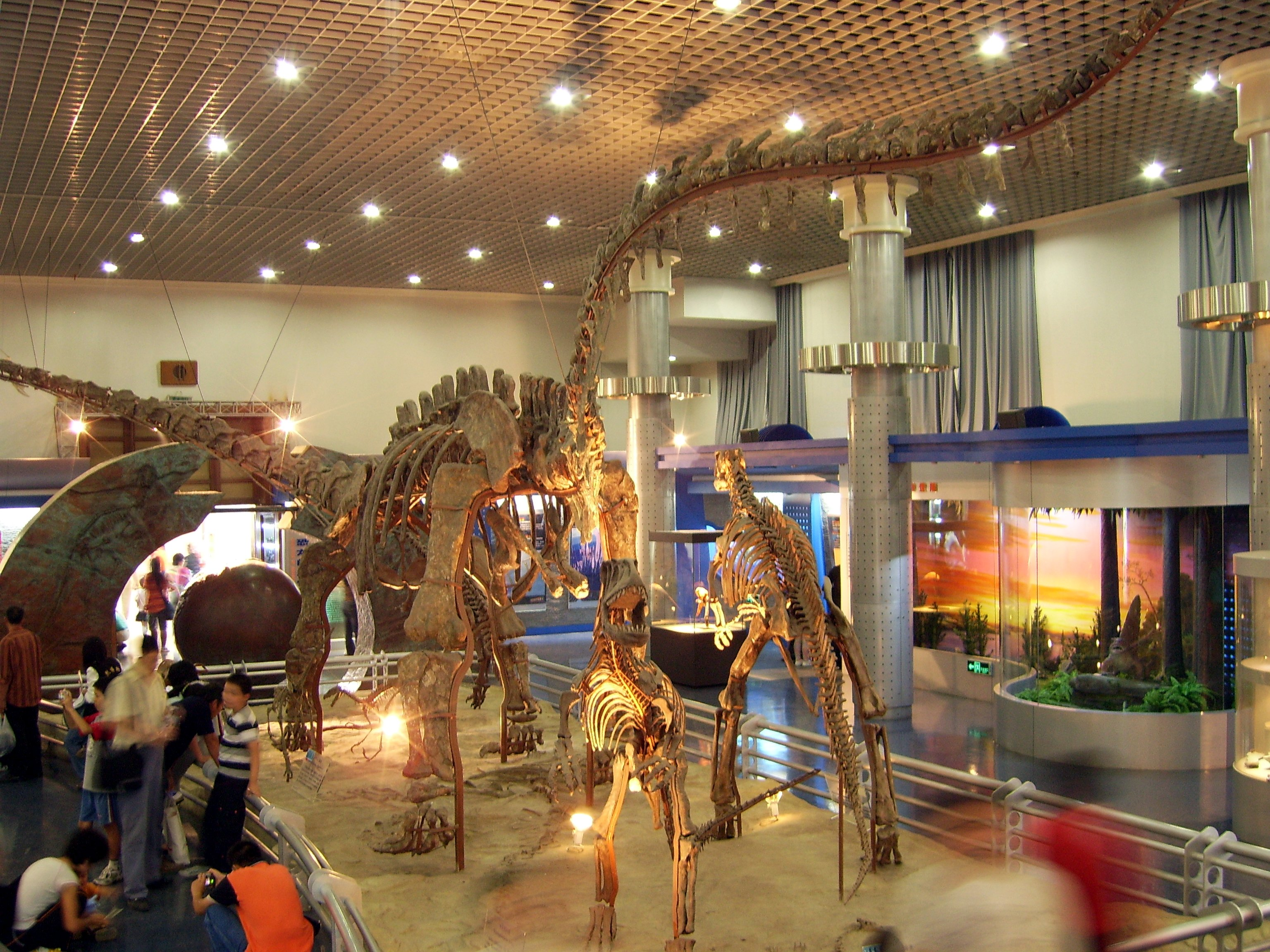
古爬行动物

大跃进期间，中央自然博物馆筹备处下放北京市，隶属北京市文化局。1962年，该馆正式定名为北京自然博物馆，杨钟健任馆长。1975年，该馆划归北京市科技局领导。1979年，发起筹备成立中国自然科学博物馆协会。1980年，创办《北京自然博物馆研究报告》、《大自然》科普杂志。1982年，编辑出版《生物史图说》大型图册。1984年，北京自然博物馆生态研究室在北京市大兴县南海子建设麋鹿生态实验中心，在麋鹿引进工作完成以后独立为北京南海子麋鹿苑。1985年，该馆划归北京市科学技术研究院。1992年9月，香港商人田家炳捐款和北京市财政拨款建成的标本楼“田家炳楼”竣工。1998年7月25日，江泽慧教授获聘为该馆名誉馆长。2004年11月，吴新智、洪德元、孙儒泳等25名中国科学院院士及2名外籍科学家获聘为该馆科学顾问。2005年2月，《北京自然博物馆研究报告》改为《自然科学与博物馆研究》，由北京自然博物馆、中国科学技术馆、中国地质博物馆、北京天文馆共同主办。2008年3月，成为北京市33座免费开放的博物馆之一。2008年4月，成为北京市第一批99家科普基地之一，入选科普教育基地及科普研发基地，《大自然》编辑部成为科普传媒基地。2008年5月，成为国家文物局认定为第一批79家国家一级博物馆之一。2008年7月1日，正式向公众免费开放，2023年6月5日，正式更名为国家自然博物馆。截至當時馆藏藏品37万余件。

## 展览
国家自然博物馆的馆藏标本截至2010年底超过21万件。有各种动植物标本、模型、化石，以及鱼类活体，亦有人体标本展出。其中有相当数量为国家一、二类保护的动物植物标本，还拥有一定数量的模式标本以及具有特殊意义的珍贵标本，许多标本在国内、国际上都堪称孤品，包括世界闻名的古黄河象头骨化石、长26米的井研马门溪龙、世界上最早鸟类之一的三塔中国鸟以及完整的整窝恐龙蛋化石等。
国家自然博物馆的展览分为基本陈列、临时展览、巡回展览。基本陈列以及其他厅室为：
- 古爬行动物：位于一层正厅。
- 古哺乳动物：位于一层北部。
- 无脊椎动物的繁荣：位于一层北部。
- 生命起源和早期演化：位于一层北部。
- 恐龙公园：位于一层南部。
- 动物——人类的朋友：位于一层南部。包括序（生物多样性）、无脊椎动物、鱼类、两栖动物、保护动物、昆虫世界6个单元。
- 植物世界：位于二层。
- 动物的奥秘：位于二层。
- 神奇的非洲：位于二层。
- 走进人体：位于地下二层。
- 水族馆：位于地下一层。
- 探索角：位于三层。
- 4D影院：位于三层。
- 临时展厅：2个，位于一层正厅南侧。
- 咖啡厅：位于二层及负一层。

国家自然博物馆对公众免费开放，参观者可提前在网上预约或者现场预约，领票参观。

## 历任馆长
- 杨钟健（1962年—1979年）
- 裴文中（1979年—1982年）
- 周明镇（1982年—1996年）
- 李承森（2004年2月—2008年）
- 孟庆金（2008年2月—2024年1月）[1]